# 維爾德普法夫山

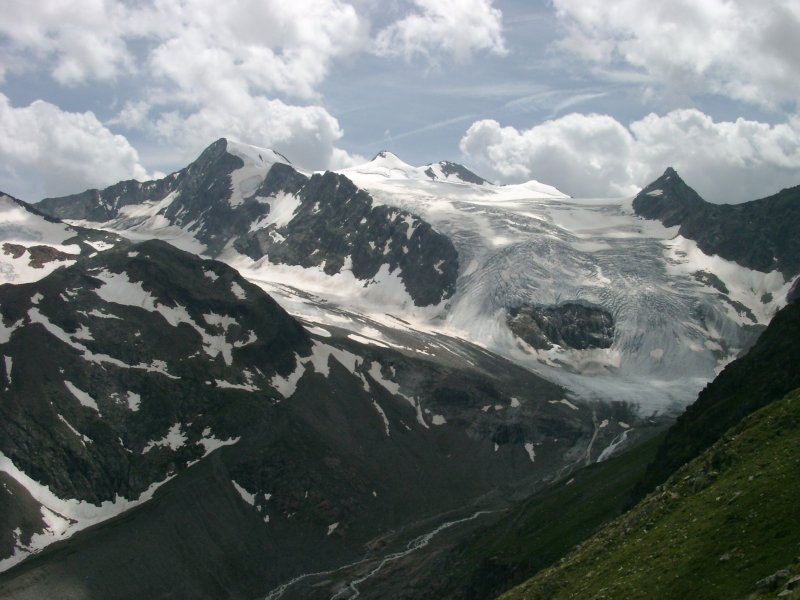

46°57′57″N 11°9′52″E / 46.96583°N 11.16444°E
維爾德普法夫山（德語：Wilder Pfaff），是南歐的山峰，位於奥地利和意大利接壤的邊境，屬於斯圖拜阿爾卑斯山脈的一部分，海拔高度3,458米，每年平均降雨量1,426毫米。